# Ateneu familiar
L'Ateneu Familiar és un ateneu i centre cultural de Sant Boi de Llobregat constituït el 18 de març de 1913. És l'organització que va pretendre aglutinar la majoria d'entitats i associacions que desde mitjans del segle XIX i començaments del XX van dinamitzar la vida cultural de Sant Boi. Si bé durant el segle xx va tenir un paper cultural molt important a Sant Boi i al conjunt del Baix Llobregat, actualment es troba en decadència per culpa de la manca de recolzament per part de les institucions així com l'impuls dels casals municipals i centres públics, que han deixat a l'ateneu en un segon pla. L'ateneu no només comptava amb la seva branca cultural sinó també en la pedagògica o educacional amb les conegudes escoles de l'ateneu.

## Instal·lacions

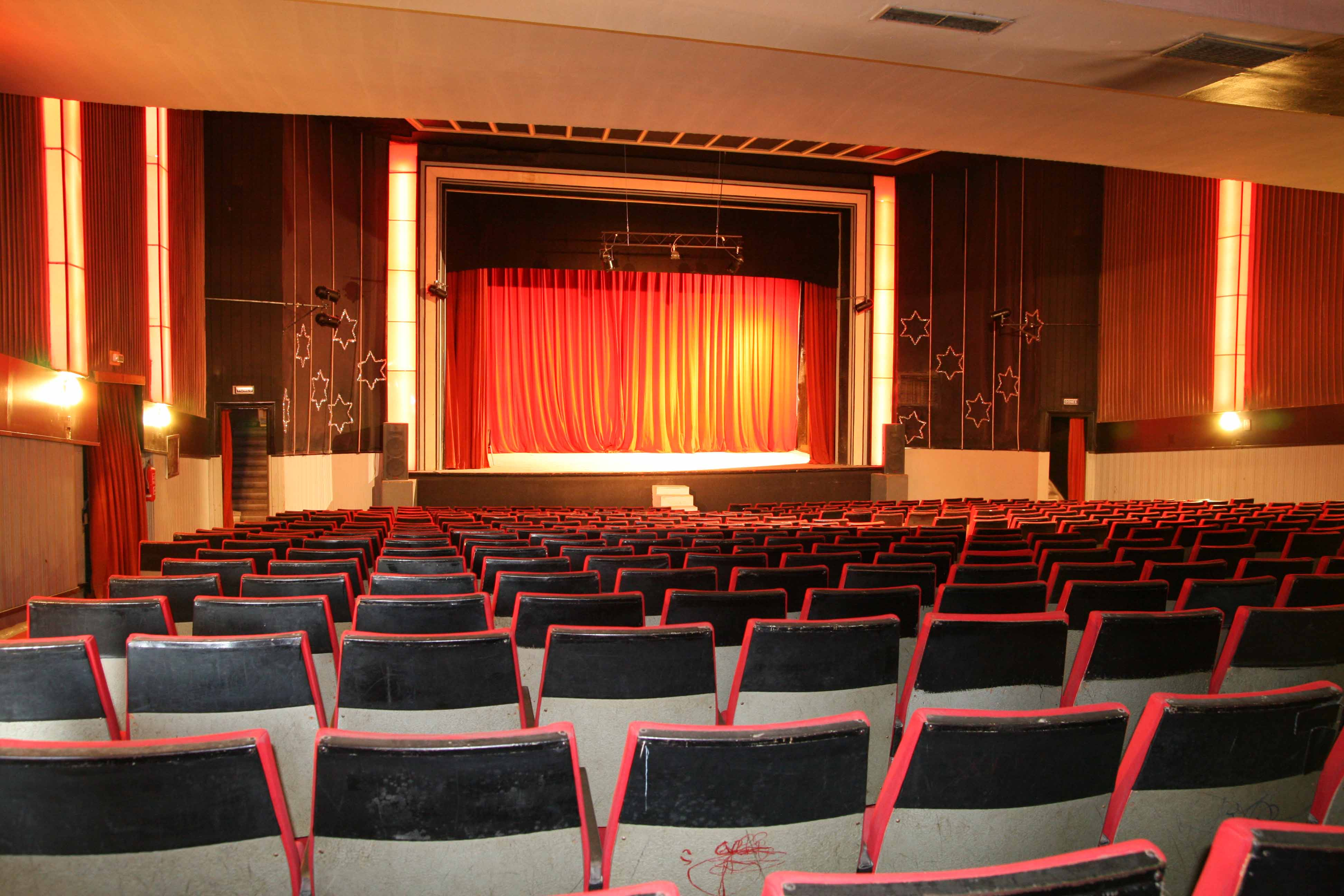
Teatre/Cinema de l'Ateneu Familiar

Actualment, tot i haver perdut part dels seus equipaments o s'hagin reconvertit en equipaments municipals (com és el cas de l'edifici de l'escola d'adults situat a la pista mirador) l'ateneu segueix disposant d'espais com:
- El saló rosa
- El teatre/cinema (tancat i abandonat per problemes tècnics)
- La pista mirador